# Nysa (żona Ariaratesa V)
Nysa (gr. Νύσα, Nysa) - (zm. 126 p.n.e.) – księżniczka pontyjska z dynastii Mitrydatydów, królowa Kapadocji jako żona Ariaratesa V Eusebesa Filopatora, oraz regentka w czasie małoletności swojego syna w latach 130 p.n.e.-126 p.n.e.
Nysa była córką króla Pontu Farnakesa I i seleucydzkiej księżniczki Nysy. Młoda księżniczka otrzymała imię po swojej matce, która najprawdopodobniej przypłaciła życiem jej narodziny. Około 160 p.n.e. Nysa wyszła za mąż za króla Kapadocji Ariaratesa V Eusebesa Filopatora. Dzięki temu małżeństwu Nysa została królową Kapadocji.
Ariarates V i Nysa byli militarnymi i pieniężnymi patronami Aten - między innymi około 153 p.n.e. Nysa podarowała obywatelom miasta piętnaście talentów złota (nieco ponad czterysta kilogramów kruszcu). Nysa i Ariarates V zostali uczczeni podczas Wielkich Dionizji w Atenach, ponadto w Atenach oddawano parze królewskiej cześć boską i wystawiono im wspólną świątynię. W dniach urodzin Ariaratesa V i Nysy ich brązowe posągi podczas procesji wyprowadzano na dziedziniec świątynny i do Kapadocji wysyłano prezenty będące dziełami ateńskich artystów.
Ariarates V zmarł w 130 p.n.e., a jego najmłodszy (i jedyny wówczas żyjący) syn Ariates objął tron. W czasie niemal trzydziestoletniego małżeństwa Nysa urodziła pięciu innych synów. Według starożytnych historyków otruła ich ponieważ chciała rządzić samodzielnie w Kapadocji i bojąc się utraty władzy, gdy dochodzili do wieku sprawnego i mogli objąć samodzielnie rządy. W chwili śmierci ojca Ariarates VI był wciąż zbyt młody by samodzielnie rządzić i jego matka objęła regencję, którą sprawowała przez cztery lata od 130 p.n.e. do 126 p.n.e.
Z czteroletniej regencji Nysy pozostało do czasów dzisiejszych niewiele monet - jedna z nich przedstawia Nysę i Ariaratesa VI w ujęciu popiersiowym. Rewers zawiera tytulaturę obojga w grece ΒΑΣΙΛΙΣΣΗΣ ΝΗΣΗΣ ΚΑΙ ΒΑΣΙΛΕΩΣ ΑΡΙΑΡΑΘΟΥ ΕΠΙΦΑΝΟΥΣ ΤΟΥ ΓΙΟΥ co znaczy Królowa Nysa i Król Ariarates Epifanes Filopator jej syn - nietypowe w tym jest, że Nysa jest przedstawiona jako panująca monarchini, a jej imię znajduje się przed imieniem jej syna.
Wierni panującej dynastii mieszkańcy Kapadocji na wieść o okrucieństwie Nysy zgładzili ją z powodu jej bezwzględności i okrucieństwa, dzięki czemu Ariarates VI mógł objąć samodzielne rządy. Regencja Nysy zapoczątkowała serię zamachów i buntów członków królewskiej rodziny zakończoną jej śmiercią.
Z Ariaratesem V Nysa miała sześciu synów:
- Ariaratesa;
- Demetriusza;
- nieznanego z imienia syna;
- nieznanego z imienia syna;
- nieznanego z imienia syna;
- Ariaratesa VI Epifanesa Filopatora (zm. 111 p.n.e.), króla Kapadocji